# 編鐘

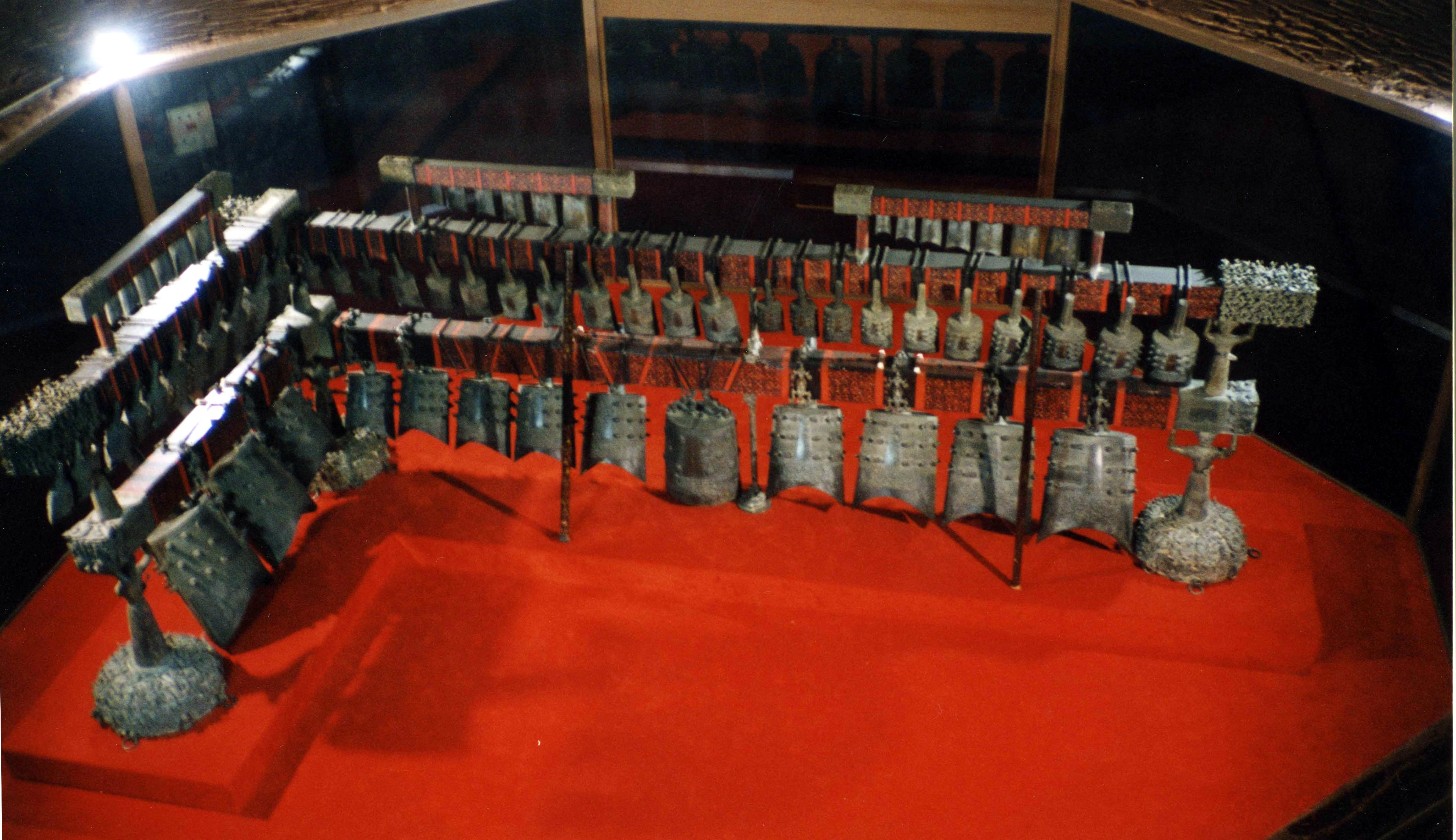
曽侯乙墓から出土した編鐘。湖北省博物館所蔵。（1）

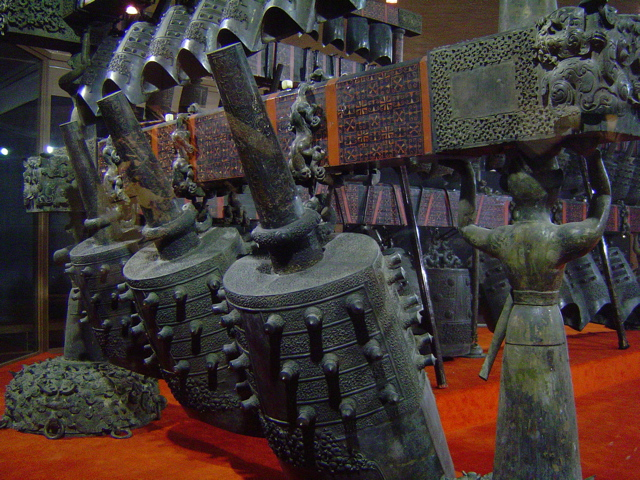
曽侯乙墓から出土した編鐘。湖北省博物館所蔵。（2）

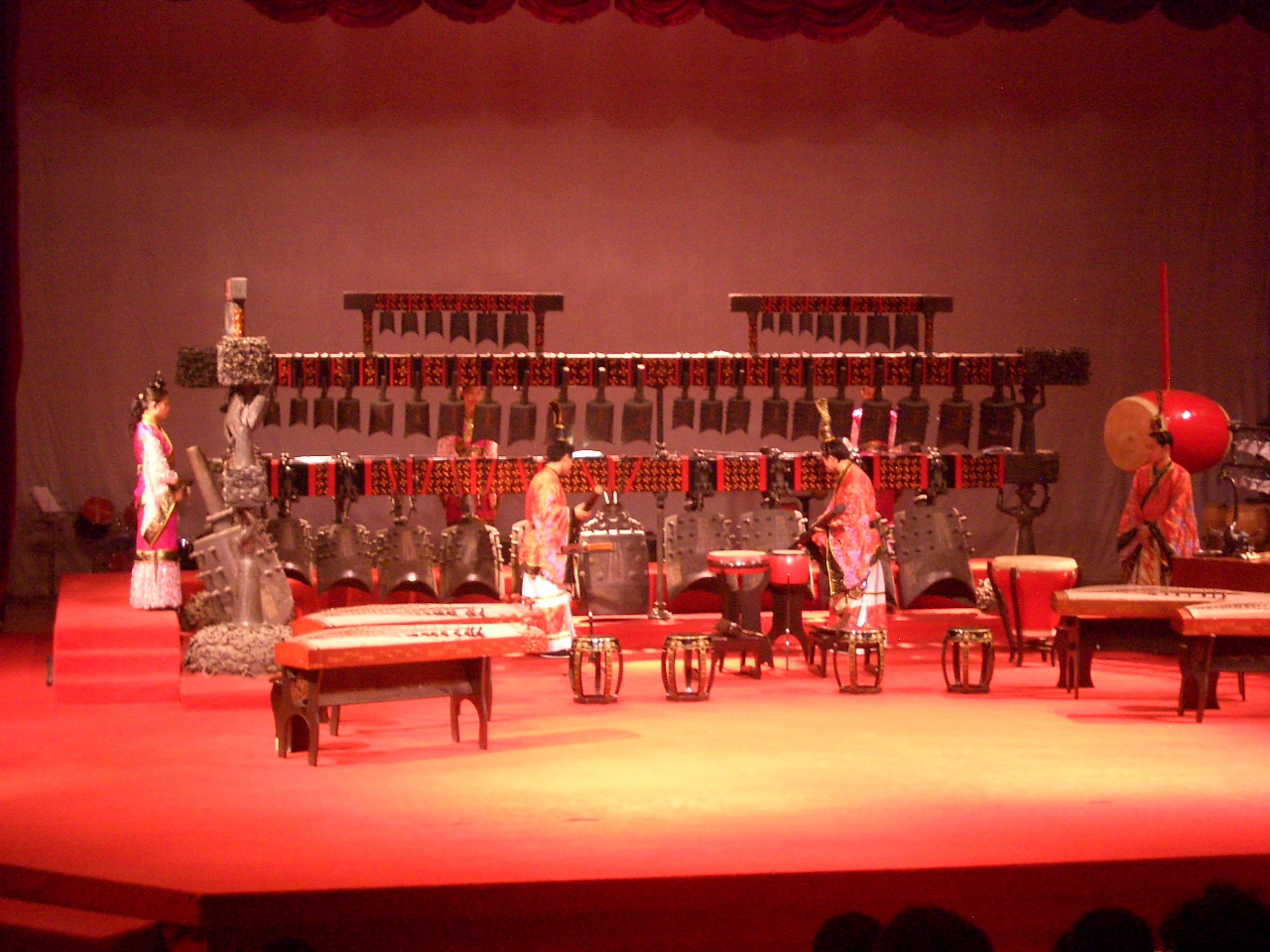
中国の古楽器演奏で使われる編鐘。

編鐘（へんしょう、簡体字: 编钟、拼音: biān zhōng）は、音高の異なる複数の鐘を枠に吊るした、古代中国の打楽器である。青銅で作られているため、八音の「金」に当たる。

## 概要
春秋時代ごろに出現した。上流社会で使われ、権力の象徴でもあった。組み合わせる鐘の数は16、7、13、32など様々である。漢代以降はますますマイナーになったが、重要な宮廷行事では使われ続けていた。明や清では金編鐘が作られていた。第二次世界大戦以降、編鐘の出土が増え続け、中国全土で出土した編鐘は数百組にのぼる。
1978年、湖北省随県の戦国時代初期の遺跡曾侯乙墓からおびただしい数量の副葬品が出土したが、それらの中に、3層の木製の横木と高さが最大153.4cmある65点総重量2567kgの編鐘、編磬32点・鼓・瑟・排簫などの楽器のセットが含まれており、完全な状態で保存されている編鐘 として注目された。のちの研究によると、1つの鐘は2つの音を出すことができ、音階は七音音階で、音域は5オクターブ半、中心音域（中央の3オクターブ）では12の半音が揃っている。曾侯乙編鐘とよばれ、国家一級文物（中国の国宝）に指定されている。
ほかに、河南省固始県の番国故城遺跡侯古堆1号墓や、雲南省・山西省・湖北省の古代王侯貴族の墓などから発見されている。
1116年、北宋から高麗に伝えられ、祭礼楽に不可欠の楽器として使われた。日本列島には編鐘を使用する音楽は伝えられていないものの、13世紀伝来と考えられている編鐘が栃木県の日光東照宮に保存されている。
現代では、2008年北京オリンピックのメダル授与式で使われるなど、古楽器として再現、演奏が盛んに行われている。

### 編鐘の階名について
編鐘の階名は、伝統的な五声のうち角以外の4つを基本階名としている。具体的には、宮から完全5度を取っていく順番で説明すると、「宮(C、以下カッコ内は宮をCとしたときの音名)」、「徴(G)」、「商(D)」、「羽(A)」までは五声の階名そのままだが、その羽から完全5度を取ったときの音、すなわち五声では角に当たる音の階名は「宮角(E)」と称して新たな基準とし、そこからまた完全5度を取るごとに「徴角(B)」、「商角(F#)」、「羽角(C#)」とし、そこから更に完全5度を取ったときの音は「宮曽(G#)」と名付けてまた新たな基準とし、そこからまた更に完全5度を取るごとに「徴曽(D#)」、「商曽(A#)」、「羽曽(F)」としている。すなわち編鐘の階名では「角」の文字は基本階名としては採用されず、「曽」とともに「宮」・「商」・「徴」・「羽」の下に付け加えて変化音を示す語として採用されているのである。宮をCとして音高順に並べ替えて表にまとめると次のようになる。
|            | C  | C#   | D  | D#   | E    | F    | F#   | G  | G#   | A  | A#   | B    |
| ---------- | -- | ---- | -- | ---- | ---- | ---- | ---- | -- | ---- | -- | ---- | ---- |
| 五声       | 宮 |      | 商 |      | 角   |      |      | 徴 |      | 羽 |      |      |
| 編鐘の階名 | 宮 | 羽角 | 商 | 徴曽 | 宮角 | 羽曽 | 商角 | 徴 | 宮曽 | 羽 | 商曽 | 徴角 |